# Pöhlmann KG

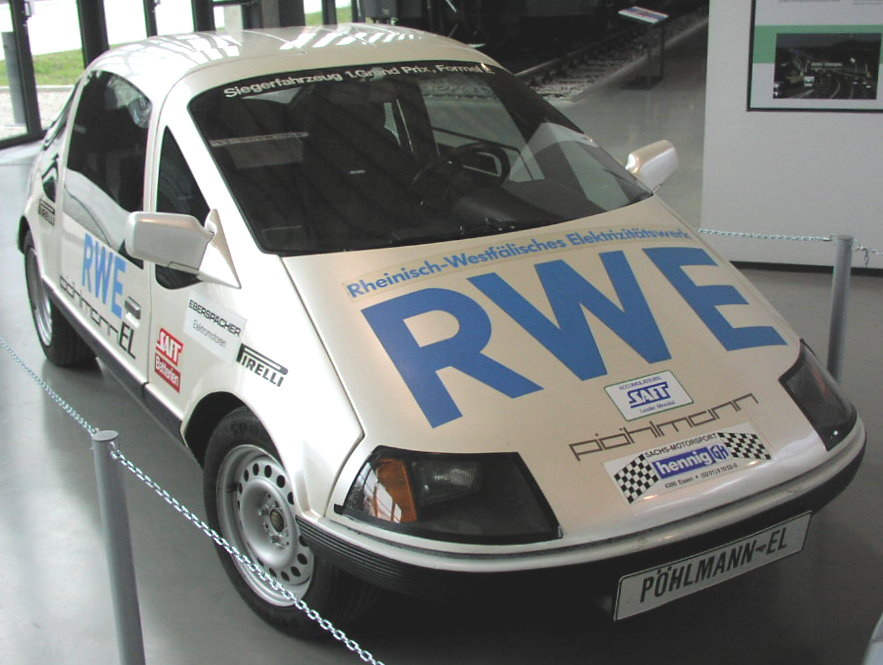
Pöhlmann EL von 1986 im Deutschen Museum, 2007

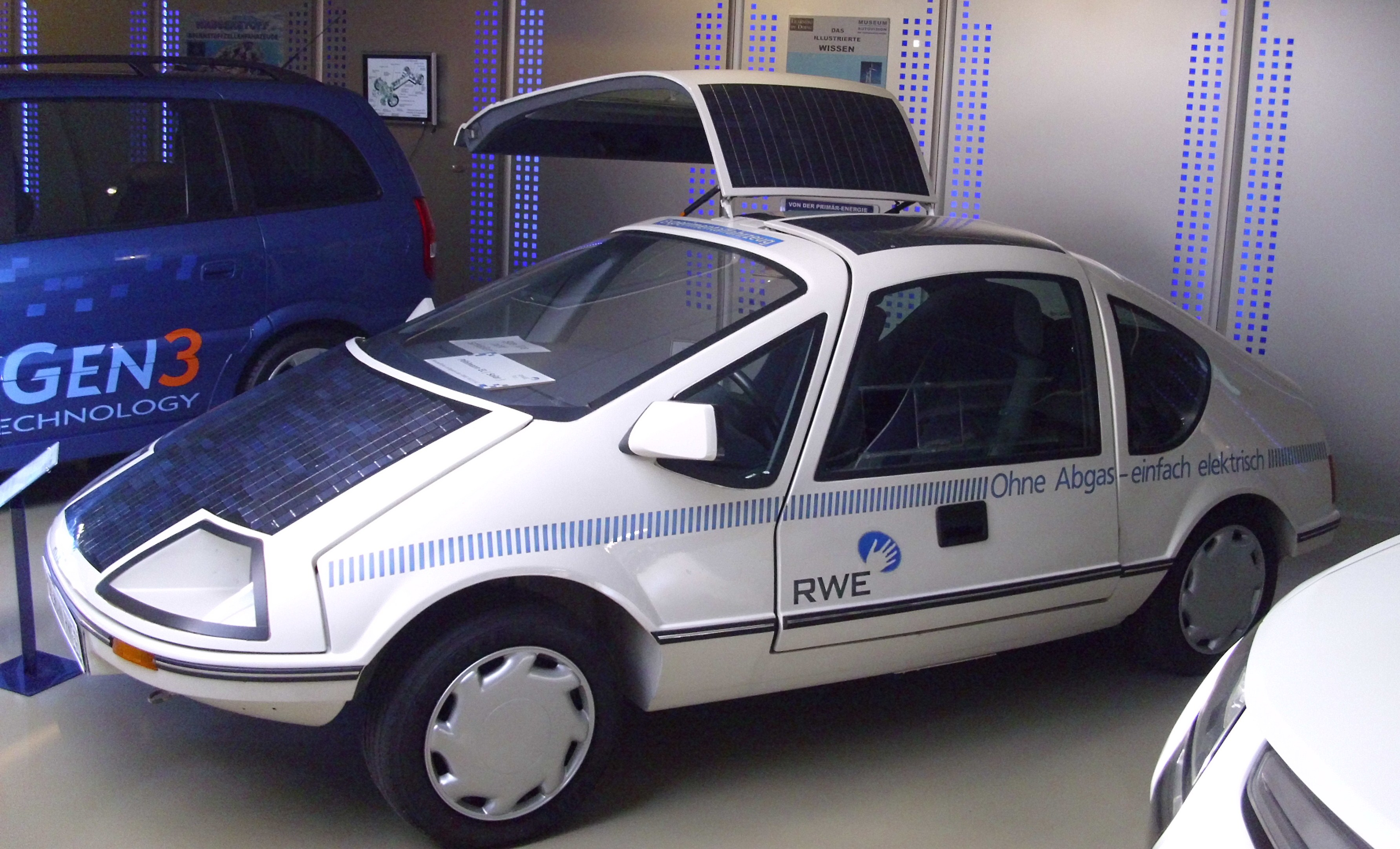
Pöhlmann EL „Solar“ von 1984

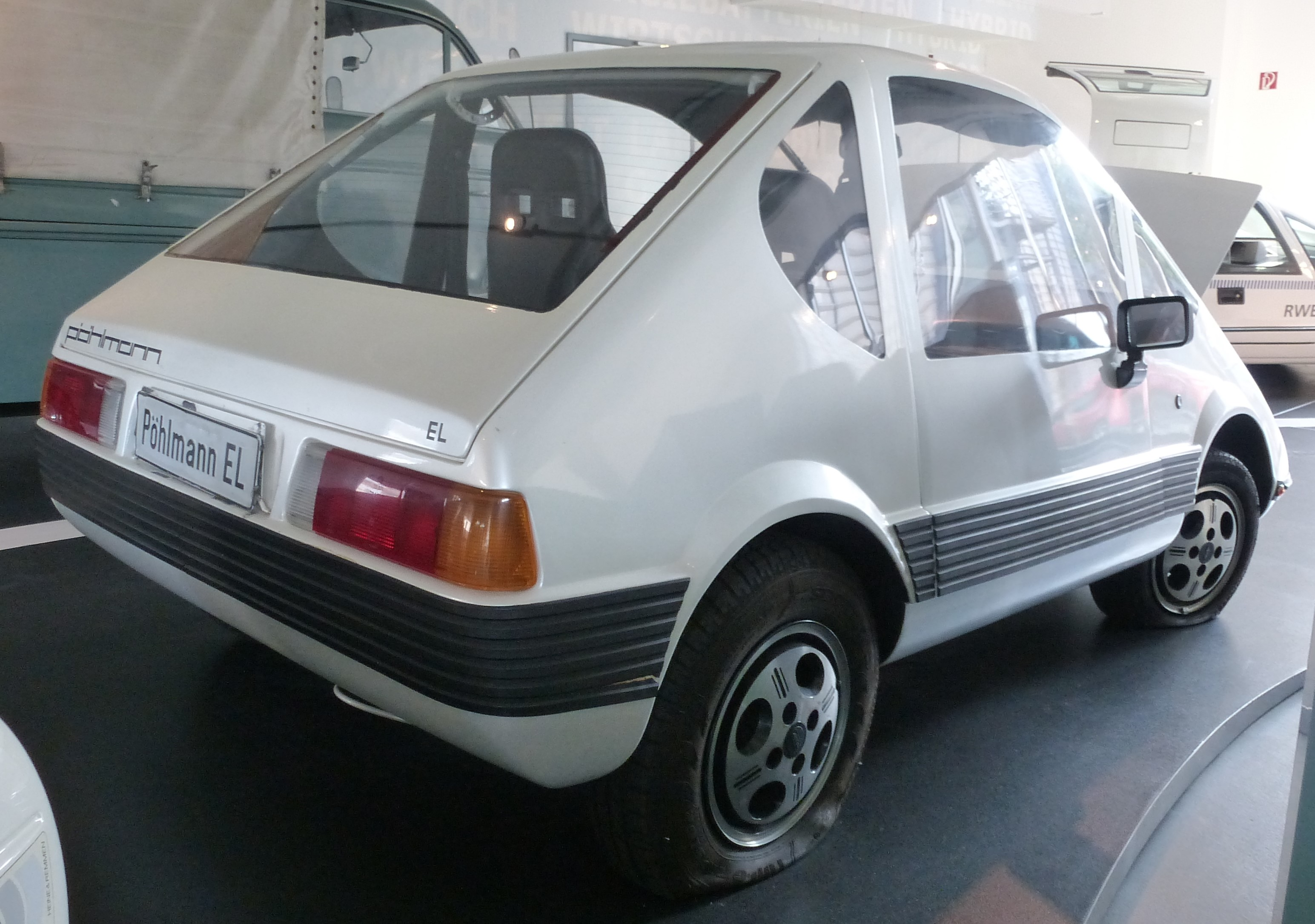
Kurze Ausführung

Die Pöhlmann KG war ein deutscher Hersteller von Automobilen.

## Unternehmensgeschichte
Bereits in den 1970er Jahren hatte der Ingenieur Erich Pöhlmann eine BMW Isetta auf Elektroantrieb umgebaut. 1981 gründete er in Kulmbach das Unternehmen Pöhlmann Anwendungstechnik GmbH & Co KG u. a. zur Entwicklung von Elektroautos. Bereits im Jahr der Firmengründung begann die Zusammenarbeit mit dem Energieversorgungskonzern RWE. Zunächst wurden vier kleinere Fahrzeuge, darunter zwei mit Hybridantrieb, gebaut. Im August 1983 wurde mit dem Pöhlmann EL eine größere, rein elektrisch betriebene Variante vorgestellt. Ein Pöhlmann EL wurde 1986 Sieger des ersten Grand Prix der Formel E in der Schweiz.
Mit dem King-Car wurde ein Elektrodreirad für den Personen- und Lastentransport entwickelt, des Weiteren ein Elektrofahrrad, ein Elektro-Kettcar für Kinder und 1982 ein Solarkocher für den Einsatz in Afrika. Ende der 1980er Jahre rüstete Pöhlmann zwei Omnibusse praxistauglich auf Elektroantrieb um.
Der Markenname lautete Pöhlmann. 1986 oder 1988 endete die Produktion. Insgesamt entstanden 29 oder etwa 30 Fahrzeuge, darunter 14 vom Typ Pöhlmann EL.
Erich Pöhlmann verunglückte 2008 im Alter von 76 Jahren mit seiner Segeljacht auf hoher See bei Neuseeland und ist seitdem spurlos verschwunden.

## Fahrzeuge
Jeder der beiden Elektromotoren eines Fahrzeugs trieb ein Hinterrad an. Das Hybrid-Modell hatte einen Benzinmotor zum Betrieb der Heizung und für den Antrieb im Fall von leeren Batterien. Die Karosserie bestand aus Kunststoff, hatte Flügeltüren und bot Platz für zwei Personen. Die Fahrzeuglänge betrug 332 cm.

### Pöhlmann EL
Die meisten EL hatten eine kunststoffverstärkte Glasfaserkarosserie. Die Ladezeit des Fahrzeugs betrug acht Stunden, die Reichweite 120 km. Seine Höchstgeschwindigkeit lag bei 120 km/h, die maximale Leistung bei 24 kW. Der Prototyp hatte den Crashtest problemlos bestanden. Der Verkaufspreis des EL lag bei 108.000 DM. Die 1984 vorgestellte Variante „Solar“ war mit aufgeklebten Solarzellen bestückt, die die Bleibatterie (Kapazität: 160 Ah) mit 140 W permanent nachluden. Erstmals wurde das Hinterachsdifferenzial durch den Einsatz von zwei Gleichstrommotoren, die bei der Kurvenfahrt unterschiedliche Drehzahlen übertrugen, ersetzt.
Die RWE-Tochter Innogy bestätigt, dass der Pöhlmann EL bis zur Marktreife entwickelt worden sei. Die Autoindustrie habe jedoch kein Interesse erkennen lassen. 1985 zog sich RWE aus der Entwicklung zurück, da nach einem Vorstandswechsel Elektroautos nicht dem „Geschäftsmodell“ des Unternehmens entsprachen.

### Verbleib
Je ein Exemplar des Pöhlmann EL befindet sich im Deutschen Fahrzeugmuseum Fichtelberg und im Strommuseum Umspannwerk Recklinghausen, ein weiteres ging an Mitsubishi nach Japan.